# برج چشمه مولید
برج چشمه مولید مربوط به دوره صفوی است و در شهرستان بیرجند، روستای چشمه مولید واقع شده و این اثر در تاریخ ۱۹ اسفند ۱۳۸۰ با شمارهٔ ثبت ۴۷۹۳ به‌عنوان یکی از آثار ملی ایران به ثبت رسیده است.